# Jasna Vanček
Jasna Vanček, * 24. januar, 1980, Maribor.
Leta 2005 je diplomirala na Oddelku za zgodovino Filozofske fakultete Univerze v Ljubljani. Od septembra 2007 je zaposlena kot samostojna strokovna delavka Oddelka za zgodovino.

## Glavna dela
- Jasna Vanček, Vojne poroke med prvo svetovno vojno.
- Jasna Vanček, V: Zgodovina za vse 16 (2009), str. 40-47.
- celotna bibliografija